# مریم پالیزبان
مریم پالیزبان (۱۵ مهر ۱۳۶۰، ارومیه) بازیگر سینما و تئاتر و شاعر اهل ایران است.

## زندگی
مریم پالیزبان دارنده دکترای فلسفه و علوم انسانی با گرایش مطالعات تئاتری از دانشگاه فرای برلین (Freie Universität Berlin) و فارغ‌التحصیل رشته هنرهای نمایشی از دانشکده هنرهای زیبای دانشگاه تهران است. وی از سال ۱۳۷۸ در حوزهٔ شعر و تئاتر شروع به فعالیت کرد و در نخستین تجربهٔ بازیگری خود در سینما با فیلم نفس عمیق کاندید بهترین بازیگر زن از جشنواره فیلم فجر شد. از دیگر تجربه‌های او در حوزهٔ بازیگری می‌توان به فیلم‌های لرزاننده چربی و لانتوری اشاره کرد.
مریم پالیزبان از محققان مرکز تحقیقات مطالعات فرهنگ و ادبیات برلین (ZFL) بوده و دورهٔ فوق دکترای خود را در مطالعات مذهبی با گرایش مطالعات تئاتری از دانشگاه بوخوم در کالج کِته هامبورگر (Käte Hamburger Kollegs) گذرانده است. تألیفات و سخنرانی‌های وی به زبان‌های آلمانی، انگلیسی و فارسی در حوزهٔ مطالعات فرهنگی و گرایش بینارشته‌ایست. رسالهٔ دکترای او با عنوان ابعاد نمایشی قتل در سال ۲۰۱۶ به زبان آلمانی به چاپ رسیده است که به موضوع آیین و نمایش خشونت در حوزه مطالعات تئاتری، به‌خصوص تعزیه می‌پردازد.
در حوزهٔ اجرایی تئاتر، فعالیت‌های وی بیشتر بر تئاتر آزمایشی و تجربی تمرکز داشته و در پروژه‌های مختلف نمایشی در آلمان و سایر کشورهای اروپایی حضور داشته است. آخرین تجربهٔ تئاتری وی در مقام بازیگر، نمایش زمستان /داخلی/خانه‌ی عروسک است که در بهمن و اسفند سال ۱۳۹۸ در ایران به روی صحنه رفته است.

## حجاب
مریم پالیزبان از بازیگران زنی بود که در جریان خیزش ۱۴۰۱ ایران به نشانه همراهی با زنان ایرانی، حجاب از سر برداشت.

## فیلم‌شناسی
| سال تولید | نام فیلم      | کارگردان     | نقش  |
| --------- | ------------- | ------------ | ---- |
| ۱۳۹۴      | لانتوری       | رضا درمیشیان | مریم |
| ۱۳۹۱      | لرزاننده چربی | محمد شیروانی |      |
| ۱۳۸۲      | نفس عمیق      | پرویز شهبازی | آیدا |

## جوایز
- ۱۳۸۱- نامزد سیمرغ بلورین بهترین بازیگر نقش اول زن از بیست و یکمین جشنواره فیلم فجر برای بازی در فیلم نفس عمیق.
- ۱۳۸۲- نامزد جایزهٔ بهترین بازیگر نقش اول زن در پنجمین جشن خانهٔ سینما برای بازی در فیلم نفس عمیق.